# Praecipua
Praecipua (46 Leonis Minoris, 46 LMi) je se svou zdálivou hvězdnou velikostí 3,8m nejjasnější hvězda v souhvězdí Malého lva, ale také jediná nejjasnější hvězda souhvězdí, která nemá Bayerovo označení.
Johannes Hevelius neoznačil ve svém hvězdném atlase Firmamentum Sobiescianum, sive Uranographia hvězdy v žádném ze svých nově vytvořených souhvězdí, a tak to o 150 let později udělal Francis Baily za něj. Ve svém katalogu Britské asociace z roku 1845 Baily přiřadil písmeno β druhé nejjasnější hvězdě v Malém lvu, ale nejjasnější hvězdu (46 LMi) nechal omylem bez označení. Původně byla označena písmenem α, jelikož Baily chtěl takto označit každou hvězdu s hvězdnou velikostí jasnější než 4,5m. Označení ovšem z jeho katalogu zmizelo a zůstala v něm jen méně jasná β.
46 Leonis Minoris je červený obr spektrální třídy K0+III-IV. Na základě měření paralaxy je její vzdálenost od Slunce přibližně 99 světelných roků, je to podezřelá proměnná s amplitudou asi 0,05 magnitudy.
Praecipua je oficiální název hvězdy schválený komisí WGSN při Mezinárodní astronomické unii.